# Mena Cleary
Mena Cleary   (1867 - 27 de juny de 1929) va ser una actriu nord-americana d'origen canadenc i cantant, i membre de l'elenc original de Victor Herbert's Prince Ananies en 1894.
Mena Cleary era filla de Martin Cleary i Maria Coghlan Cleary. Va assistir a una escola conventual a Ottawa, Canadà, després es va traslladar a Boston, on va estudiar música. També va estudiar veu a París amb Giovanni Sbriglia.

## Carrera
Mena Cleary era una soprano, la seva veu "de cap manera poderosa però... molt dolça", i "manejada amb rares habilitats". Cleary era membre de "The Bostonians", un grup de concerts. Va aparèixer com "Mirabel" al repartiment original de l'òpera còmica de Victor Herbert, quan va debutar el 1894. També va aparèixer a Giroflé-Girofla de Charles Lecocq el 1884 Fra Diavolo i The Poachers el 1888, i a Robin Hood, Fatinitza i La donzella de Plymouthel 1894, amb els Bostonians.
El 1886, mentre actuava a Fra Diavolo a New Haven, Connecticut, els seus cabells es van incendiar d'una espelma encesa a l'escenari. El seu coprotagonista Tom Karl va apagar ràpidament les flames, però les seves mans van ser cremades i van quedar malament. Els membres de l'audiència es van desmaiar i van plorar, però Cleary va reprendre la seva part "amb dificultat" després que el foc es va apagar. El seu torn de 1888 com a "Ginetta" a The Poachers va inspirar l'admiració d'una crítica a Minnesota, que va assegurar als lectors que "és una actriu molt intel·ligent, amb maneres guanyadores, i una cara bonica i somrient, mentre que no és un volum molt gran, és de to dolç i tan clar com el so d'una campana".
Mena Cleary es va casar amb el "metge milionari, iot i nàutic mundial" John Miller Masury el 1897; es van divorciar el 1909. Mena Cleary Masury va morir el 1929, amb 62 anys, a Brookline, Massachusetts.
La seva germana Louise Cleary es va casar amb una popular cantant, Eugene Cowles (1860-1948), a qui va conèixer a través de l'obra de Mena Cleary (Cowles també estava al repartiment original del príncep Ananias). Una altra germana Eleanor Cleary es va casar amb Gerrit Fort. i una altra germana, Phillinda A. Cleary, es va casar amb Harley Ellsworth Cummings.